# Ли Лэчэн
Ли Лэчэн (кит. 李乐成, род. 27 марта 1965, Цзяньли, Хубэй) — китайский государственный и политический деятель, губернатор провинции Ляонин с 20 октября 2021 года.
Ранее вице-губернатор провинции Хубэй (2021), секретарь парткома КПК города Сянъян (2017—2021), мэр Ичана (2008—2013).
Член Центрального комитета Компартии Китая 20-го созыва. Депутат 12 и 13-го созывов Всекитайского собрания народных представителей.

## Биография
Родился 27 марта 1965 года в уезде Цзяньли городского округа Цзинчжоу, провинция Хубэй.
В сентябре 1980 года поступил на факультет машиностроения Хуачжунского политехнического института в Ухани (ныне Хуачжунский университет науки и технологий), по окончании которого получил диплом бакалавра инженера в области машиностроения, производства технологического оборудования и систем автоматизации. В декабре 1992 года вступил в Коммунистическую партию Китая.
В августе 1984 года устроился на завод Shayang Machinery в Цзинмэне, где последовательно прошёл должности рабочего, техника, начальника технологического отдела, начальника отдела по развитию технологий, заместителя директора и директора завода. В декабре 1996 года перешёл заместителем генерального директора Jingmen Machinery Metallurgical Industry Corporation, в феврале 1998 года назначен генеральным директором этой корпорации. В ноябре 2000 года назначен заместителем председателя совета директоров Hubei Dongguang Group Co., Ltd., в следующем году занял пост председателя совета директоров.
Политическую карьеру начал в январе 2002 года с членства в Постоянном комитете парткома КПК города Цзинмэнь. В следующем месяце назначен председателем городского профсоюзного комитета Цзинмэни, а с сентября 2003 года одновременно занимал должность заведующего организационного отдела мэрии. В январе 2007 года получил пост заместителя мэра, в феврале следующего года назначен исполняющим обязанности мэра Ичана. В марте 2013 года стал председателем Комиссии по развитию и реформам провинции Хубэй и оставался в этой должности до февраля 2017 года, после чего получил перевод в город Сянъян партийным секретарём (главой) горкома Компартии Китая. В июне 2017 года вошёл в состав Постоянного комитета парткома КПК провинции Хубэй. В январе 2021 года занял должность вице-губернатора этой провинции.
20 октября 2021 года решением 29-й сессии Постоянного комитета Собрания народных представителей 13-го созыва назначен заместителем председателя правительства и одновременно исполняющим обязанности председателя правительства провинции Ляонин. Утверждён в должности губернатора Ляонина на 30-й сессии ПК СНП провинции.